# Stade du 8-Mai-1945
Le stade du 8-Mai-1945 (en arabe : ملعب 8 ماي 1945) est un stade de football situé à Sétif en Algérie. Il est le plus grand stade de la ville avec ses 25 000 places. le stade a été nommé en hommage aux victimes des massacres de Sétif, Guelma et Kherrata, survenus le 8 mai 1945 durant la colonisation française de l'Algérie.
Inauguré le 3 mai 1972, il accueille les rencontres à domicile de l'ES Sétif et de l'USM Sétif. Il a toujours été doté d'une pelouse artificielle.

## Historique
Lors de son inauguration en 1972 il s'agissait d'un stade de 15 000 places.
Une nouvelle tribune de 10 000 places est construite entre 1994 et 1999, portant la capacité totale à près de 25 000.